# Centro de Altos Estudios Nacionales

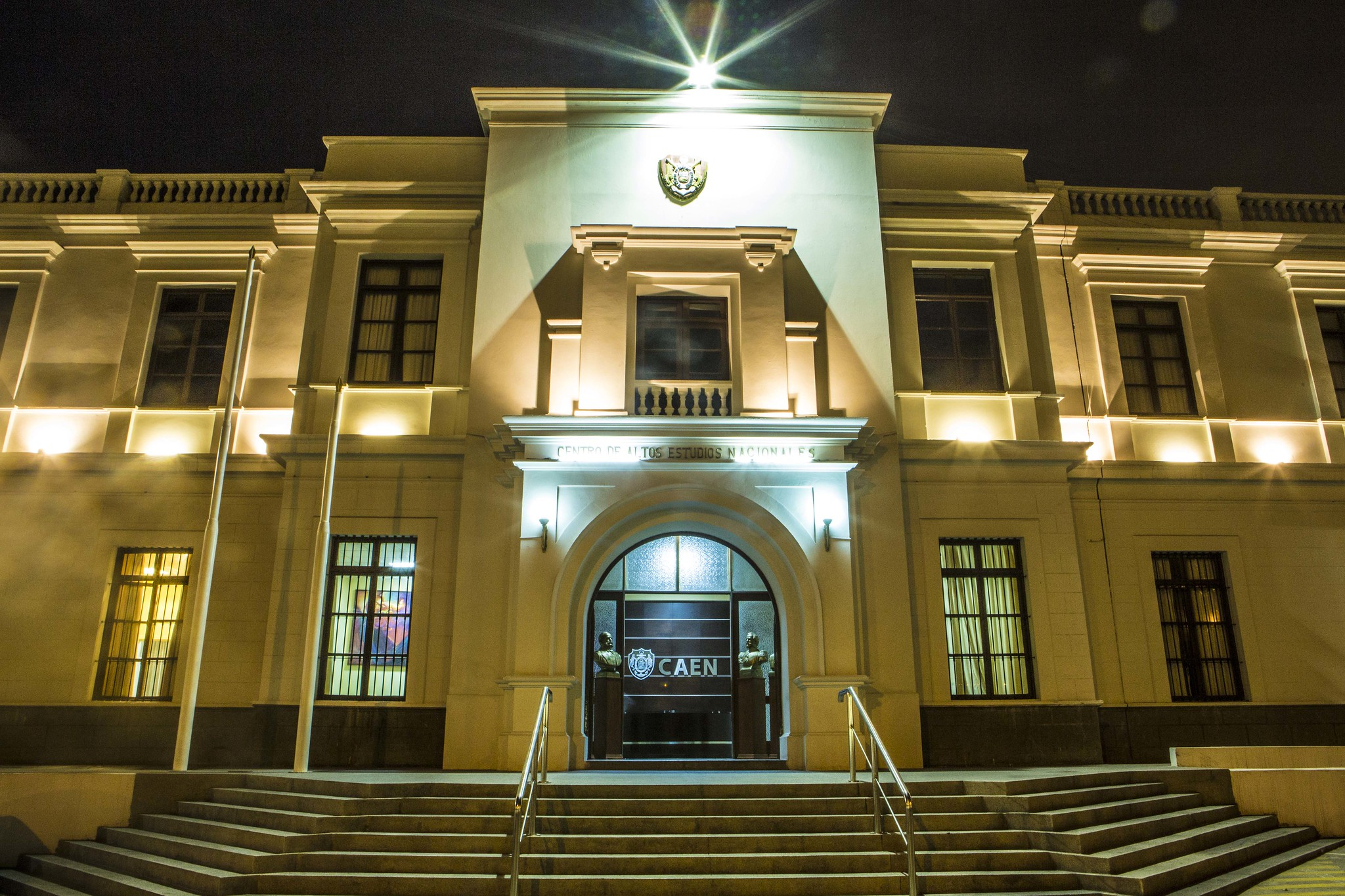
Frontis CAEN

El Centro de Altos Estudios Nacionales es una institución académica del Perú, encargada de la capacitación y perfeccionamiento en seguridad, desarrollo y defensa nacional de los oficiales de las Fuerzas Armadas, Policía Nacional del Perú y a profesionales civiles. Fue creada durante el ochenio de Manuel A. Odría, por Ley Orgánica del Ejército del 14 de julio de 1950. Originalmente se denominó Centro de Altos Estudios del Ejército (CAEE) para luego, en 1954, cambiarse al de Centro de Altos Estudios Militares (CAEM) y finalmente, en 1997, al de Centro de Altos Estudios Nacionales (CAEN). Originalmente nació de la necesidad de que los oficiales de las Fuerzas Armadas contaran con un centro de formación superior que le permitiera afrontar eficazmente tanto la defensa del país y el desarrollo nacional, actualmente también participan profesionales civiles, quienes conocen, analizan y proponen mecanismos para la solución de las diversas situaciones que se presentan en nuestro medio, así como el logro de los objetivos nacionales, a través del empleo de políticas y estrategias que buscan el bienestar y la permanencia en el tiempo de nuestro país.

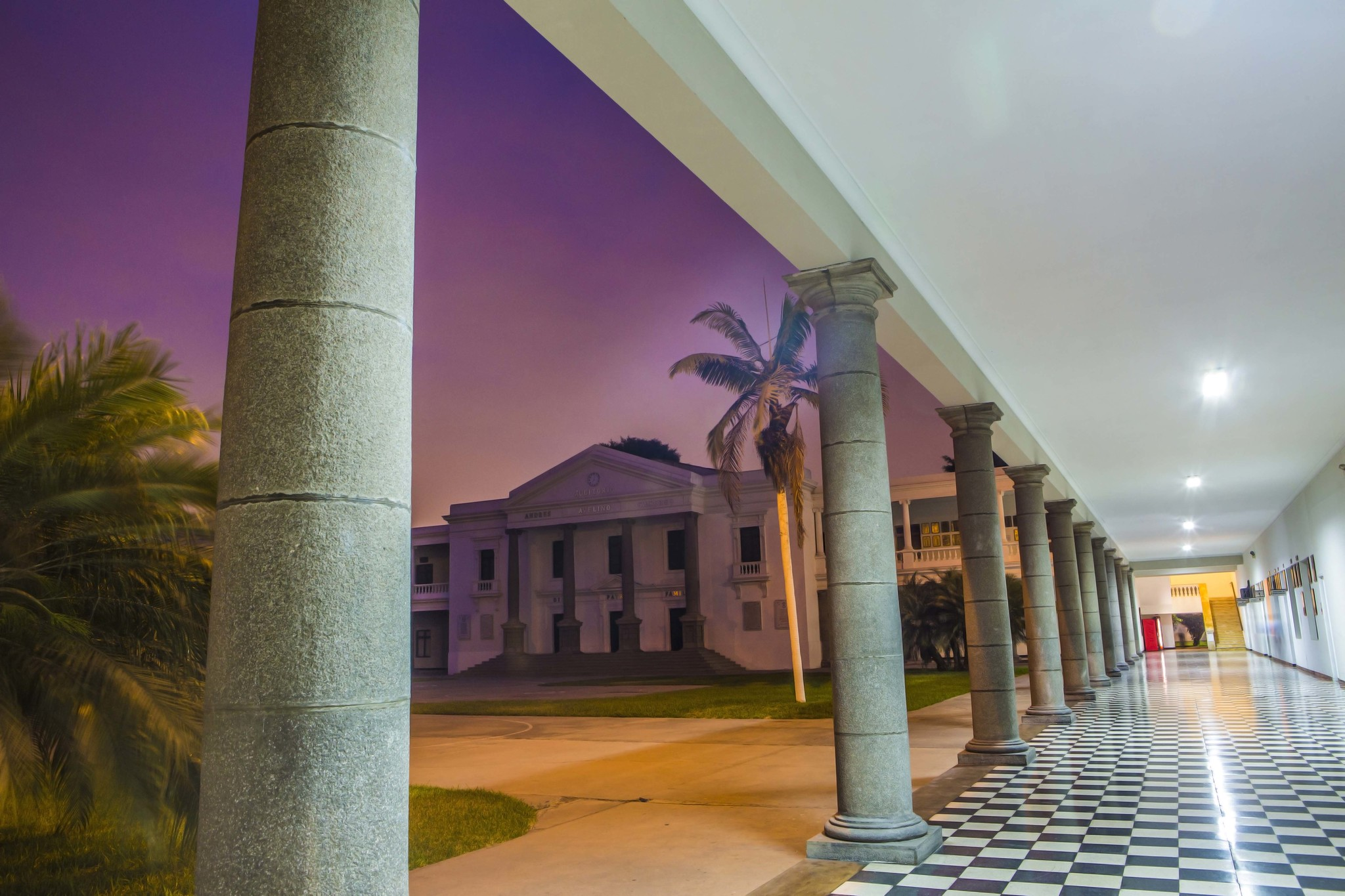
piso

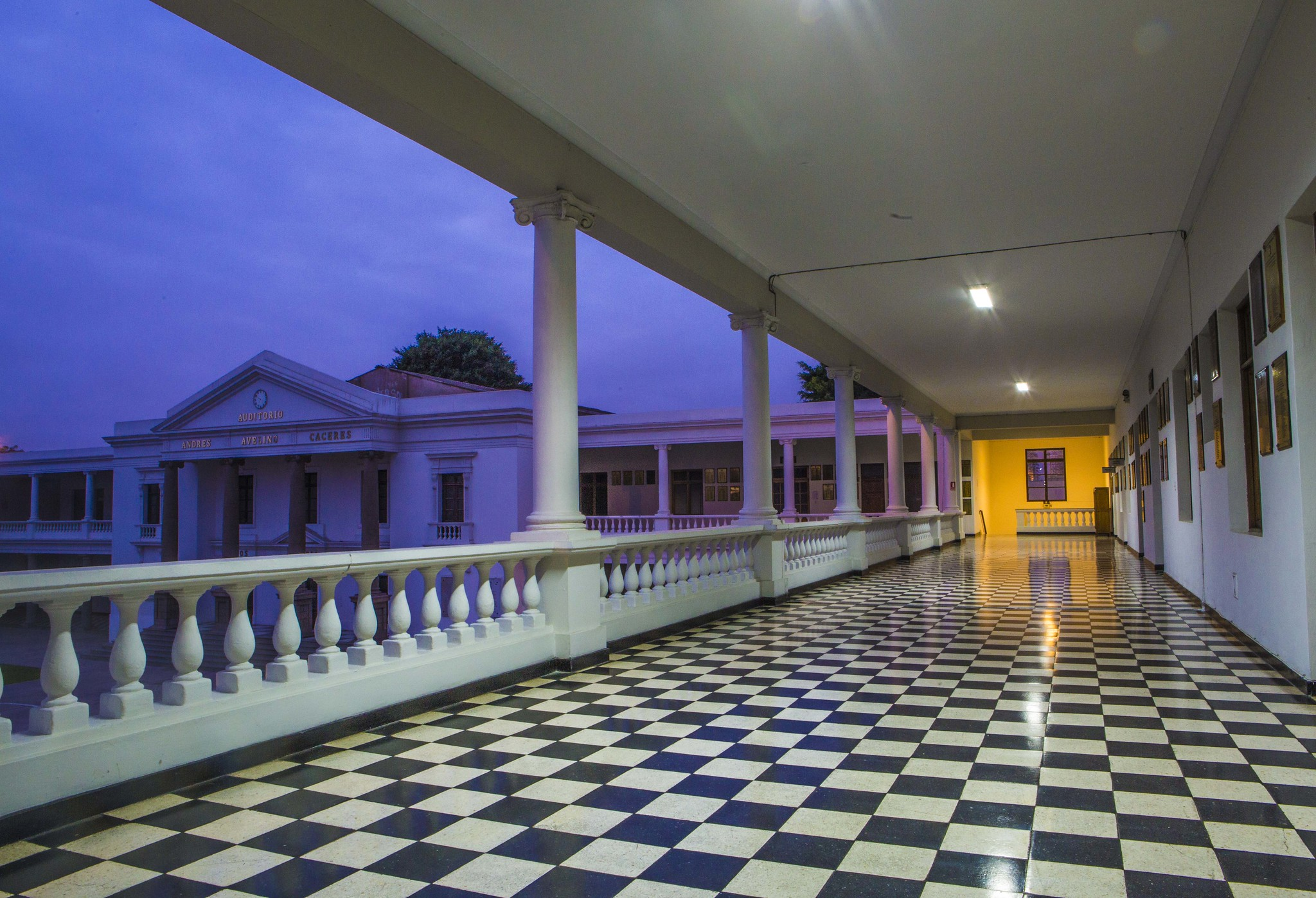
Pasadizo

## Visión
Ser una institución de posgrado líder a nivel nacional e internacional en la producción de conocimiento científico, tecnológico y humanístico requerido para contribuir al desarrollo sostenible, la seguridad nacional y la defensa de la soberanía, así como los intereses nacionales, en los nuevos escenarios que genera la sociedad del conocimiento y la globalización.

## Misión
Perfeccionar, especializar y capacitar a los profesionales e investigadores científicos para producir y crear las estrategias que garanticen el bienestar y la paz de la comunidad nacional, plenamente identificados con la realidad nacional, en un contexto de seguridad, desarrollo sostenible e inclusivo.

## Historia

### Antecedentes al Centro de Altos Estudios Militares (CAEM)

#### 1940-1948
Al iniciarse la década de 1940, se comenzó a hablar en el seno de la Escuela Superior de Guerra del Ejército (ESGE), sobre la necesidad de contar con un centro de estudios donde se plantearan y analizaran los problemas de orden estratégico hasta entonces no abordados.
Respecto a aquella necesidad de crear un centro superior de estudios militares, lo manifestó por primera vez, de manera oficial, el entonces General Oscar N. Torres, al formular el escalamiento necesario durante la formación de oficiales. Torres lo señaló de la siguiente manera: «La formación de jefes aptos para el comando de las grandes unidades, debe ser obtenido en una escuela […] surge la necesidad que todos sienten y cuya solución se espera hace tiempo, de crear un Centro de Altos Estudios Militares.»
No obstante, hacia 1945, cuando el aún General Oscar Torres se desempeñaba como director de la ESGE , a través de un informe presentado ese mismo año, reiteraba aquella necesidad. En ese mismo lapso, un Proyecto de Ley propuso la creación de un centro militar de educación superior para los jefes de las Fuerzas Armadas. La ley sería aprobada en el Legislativo, pero el Ejecutivo inmediatamente la observó. En 1947, siendo director de la ESGE, el General de Brigada Luis Solari, reiteró la necesidad de crear un centro de estudios militares.
Luego de la deposición del entonces expresidente Constitucional de la República José Luis Bustamante y Rivero del poder a fines de octubre de 1948, se estableció una Junta Militar de Gobierno liderada por el General Manuel A. Odría, quien al haber sido director de la ESGE y teniendo conocimiento de la inquietud que se vivía en la oficialidad superior respecto a la conformación de un centro de estudios superiores, aprobó la formación de una comisión para el estudio y preparación de leyes y disposiciones que buscaran la preparación integral de las Fuerzas Armadas, tanto en tiempos de paz como en guerra.
Mediante un Decreto Supremo del 21 de diciembre de 1948, se designó dicha comisión para el estudio y la formulación de disposiciones legales destinadas a la preparación integral de las Fuerzas Armadas; así mismo, mediante Resolución Suprema, se nombró al entonces General de Brigada José del Carmen Marín Arista como presidente de dicha comisión, encargándole la responsabilidad de estudiar la nueva organización de las Fuerzas Armadas, y particularmente del Ejército, dando impulso nuevamente a la formulación de estudios relacionados con la defensa nacional.

#### 1950
Como resultado del trabajo hecho por la comisión liderada por el General Marín, se aprobó su informe final y la nueva Ley Orgánica del Ejército con Decreto Legislativo N°11432 del 14 de julio de 1950. Entre las recomendaciones más importantes de dicha comisión, se destacan:
La creación de un Ministerio de Defensa Nacional que garantizara la unidad de dirección y comando de las Fuerzas Armadas.
Que la organización de cada instituto armado debía estar normada por leyes fundamentales.
La creación de un Centro de Altos Estudios combinados para la preparación y selección del alto mando y estudio de los problemas fundamentales de preparación y conducción de la guerra.
La creación de un Centro de Altos Estudios Militares para cada uno de los institutos de las Fuerzas Armadas: Ejército, Marina y Aeronáutica. 
En ese sentido, la formación de lo que sería el Centro de Altos Estudios Militares (CAEM) estaba próximo a hacerse realidad. El 31 de octubre de 1950, un Decreto Supremo que complementa la nueva Ley Orgánica del Ejército, nombra al General José del Carmen Marín Arista como fundador y primer director del Centro de Altos Estudios Militares (CAEM), que inaugura sus actividades académicas el 15 de junio de 1951.
Si bien era un gran avance el haber logrado la disposición del gobierno para que se creara el CAEM, este necesitaba de un inmueble en donde impartiera las cátedras. Ese mismo año (1950), el presidente Manuel Odría dispuso la reconstrucción de la antigua Escuela Militar que había sido afectada por el terremoto de 1940, para que allí funcionara la ESGE y también el CAEM.
La creación del CAEM permitió iniciar el estudio de disciplinas íntimamente ligadas a la realidad socioeconómica del país, temas que los jefes militares no habían tratado con amplitud, ya que la mentalidad hasta ese entonces solo se circunscribía a conceptos netamente militares. Si bien puede encontrarse cierta contemporaneidad, por ejemplo, con centros de origen francés como el Centro de Altos Estudios Militares de Francia o estadounidense en el National War College, con la apertura del CAEM en el Perú, al analizar la finalidad de los estudios que allí se realizan, su alcance, ámbito y los resultados obtenidos, se podrá notar que nuestro CAEM es el producto resultante de una necesidad que surgió en la ESGE respecto de contribuir un centro de estudios donde se plantearan y analizaran los problemas de orden estratégico y que sirvieran de base a los trabajos de orden táctico que se realizaban en dicha escuela superior.

#### 1951
La mañana del 15 de junio de 1951, se inauguraba en la Magdalena Vieja, el Centro de Altos Estudios Militares (CAEM), cuyo acto fue presidido por el entonces Ministro de Guerra, General Zenón Noriega, promoción del General Marín en la EMCH.
Conforme a la Ley de Ascensos de 1949, el CAEM impartiría el curso de capacitación dirigido a coroneles para el grado inmediato superior. Este centro comenzó a funcionar en el local que había pertenecido a la Escuela de Artillería en el cuartel Magdalena, para posteriormente trasladarse, en 1954, a su actual sede en Chorrillos.
En un local ubicado en la calle Julio C. Tello, vecino a la Plaza Bolívar de la entonces Magdalena Vieja, hoy distrito de Pueblo Libre, en las instalaciones que pertenecieron a la Escuela de Artillería se inició el primer ciclo de capacitación de coroneles. Inicialmente, el objetivo de este centro era preparar a los coroneles para el ascenso a General, pero también se les preparaba para investigar el potencial de la nación dentro del marco de la defensa nacional.
Curiosamente, para 1951, el CAEM era conocido también entre la oficialidad como Centro de Altos Estudios del Ejército (CAEE).

#### 1954
En 1954, el centro dejó su concepción inicial de formar oficiales, adoptando el nombre de Centro de Altos Estudios Militares (CAEM). Un primer cambio sería la inclusión de civiles en los cursos, con quienes se abrieron importantes foros de discusión.

#### 1956
En 1956, se estableció el emblema del CAEM, el que tiene la inscripción «VI ET ARTE AD GLORIAM ASCENDITUR», que significa «Con voluntad y sabiduría, se asciende a la gloria» y que fue elaborado por el propio General Marín, incluyendo su lema institucional: «Las ideas se exponen, no se imponen». Asimismo, por si intachable trayectoria y por sus aportes el Ejército y al país, en diciembre de 1956, Marín Arista fue ascendido al grado de General de División, como un acto de desagravio antes de pasar a la situación militar de retiro.

#### 1997
El CAEM pasó a formar parte del Ministerio de Defensa, en cuyo proceso cambiaría su denominación por el de Centro de Altos Estudios Nacionales (CAEN-EPG).

#### 2000
CAEN ha suscrito convenios con diversas instituciones peruanas, promoviendo la defensa de los interés nacionales, la búsqueda de la verdad y afirmación de valores, libertad de pensamiento, crítica, expresión y cátedra, en concordancia con los principios constitucionales.
A nivel internacional, el CAEN también tiene importantes convenios, privilegiando la afirmación de la vida y la dignidad human, con pluralismo, tolerancia, interculturalidad e inclusión, innovación y creatividad en un contexto de mejoramiento continuo de la calidad. entre los principales convenios tenemos los suscritos Florida Internacional University FIU, Universidad Militar de Nueva Grana de Colombia, Universidad de Celaya de México, Colegio Interamericano de Defensa en Estados Unidos (CID), entre otros.

#### 2019
El CAEN-EPG desarrolla la investigación científica, humanística y cultural, principalmente en áreas relacionadas con la Seguridad, Desarrollo, Defensa Nacional, entre otras áreas de investigación con la finalidad de cohesionar los procesos de creación y producción del conocimiento, derivados de la realidad nacional.
La difusión de la investigación realizada por los miembros de la comunidad académica del CAEN-EPG se realiza periódicamente mediante revistas en las que se da cuenta de los trabajos de investigación concluidos o avances y resultados obtenidos como producto de la investigación y/o producción intelectual de sus docentes, participantes y profesionales vinculados a la seguridad de la Nación.
En la actualidad ofrece:
- 02 Revista científicas de Seguridad y Desarrollo
- 26 Revistas Académicas
- 14 Revista de ciencias e investigación en Defensa
- 02 Cuaderno de Trabajo

#### 2021
El CAEN-EPG, fue organizador de la XXII Conferencia de Directores de los Colegios de Defensa Iberoamericanos y publicó el libro "SEGURIDAD Y DEFENSA EN ÉPOCA DE PANDEMIA COVID-19", que tuvo el objetivo analiza las consecuencias geopolíticas, la crisis de globalización, la posibilidad afectación de la gobernabilidad, la aparición de otras dificultades como la pérdida de empleo, carencia de recursos, que afectan la economía y el bienestar de las personas, particularmente en países poco preparados para manejar situaciones de emergencia como la provocada por el COVID-19.

## Información académica
Los estudios de posgrado que desarrolla el CAEN-EPG comprenden doctorados, posdoctorado, maestrías, diplomados y programas afines, en las áreas de desarrollo, seguridad y defensa nacional, así como áreas de investigación y estudios afines.

## Programas
En la actualidad el Centro de Altos estudios Nacionales depende del Ministerio de Defensa y brinda los siguientes doctorados, maestrías y diplomados:

## Doctorados
Los estudios de doctorado del CAEN-EPG tienen como finalidad formar investigadores capaces de dirigir proyectos de investigación interdisciplinarios y producir conocimiento inédito sobre problemas trascendentales en las áreas de seguridad, desarrollo y defensa nacional.
- DOCTORADO EN POLÍTICAS PÚBLICAS Y GESTIÓN DEL ESTADO.
- DOCTORADO EN DESARROLLO Y SEGURIDAD ESTRATÉGICA.

## Maestrías
Los estudios de maestría del CAEN-EPG tienen como finalidad el perfeccionamiento y capacitación de profesionales como investigadores y especialistas, en las áreas de seguridad, desarrollo y defensa nacional, dotados de competencia para participar individualmente y en equipo de proyectos de investigación individuales y colectivos, en los que su aporte personal este bien definido.
- MAESTRÍA EN INTELIGENCIA ESTRATÉGICA.
- MAESTRÍA EN ADMINISTRACIÓN Y GESTIÓN PÚBLICA CON MENCIÓN EN DEFENSA NACIONAL.
- MAESTRÍA EN GESTIÓN DEL RIESGO DE DESASTRES.
- MAESTRÍA EN DESARROLLO Y DEFENSA NACIONAL.
- MAESTRÍA EN CIBERSEGURIDAD Y CIBERDEFENSA CON MENCIÓN EN TRANSFORMACIÓN DIGITAL.
- MAESTRÍA EN DERECHOS HUMANOS, DERECHO INTERNACIONAL HUMANITARIO Y RESOLUCIÓN DE CONFLICTOS.

## Diplomados
El CAEN-EPG organiza y conduce diplomados que buscan capacitar a los participantes en los aspectos teóricos o prácticos de una disciplina o de disciplinas interconectadas, o desarrollar en ellos determinadas habilidades y competencias, así como programas especiales en función a las iniciativas institucionales y según las necesidades registradas en los convenios interinstitucionales.
- DIPLOMADO EN ADMINISTRACIÓN Y GESTIÓN PÚBLICA
- CURSO DE ACTUALIZACIÓN Y COMPLEMENTACIÓN PARA OPTAR EL GRADO DE MAESTRO O DOCTOR
- DIPLOMADO EN GESTIÓN DEL RIESGO DE DESASTRES

## Otros datos
- Su primer director fue el general de división José del Carmen Marín Arista (1951-1956), cuyo lema fue: «Las ideas se exponen, no se imponen». Le sucedió el general de división Marcial Romero Pardo (1957-1959).
- Ha promovido cuatro congresos de Historia Nacional del Perú (1954, 1958, 1963 y 1967), cuyos trabajos constan en los respectivos canales.
- Edita revistas especializadas y otras publicaciones eventuales como:
  - 02 Revistas científicas de Seguridad y Desarrollo
  - 26 Revistas Académicas
  - 14 Revistas de ciencia e investigación en Defensa
  - 02 Cuadernos de Trabajo